# Креп-жоржет

Креп-жорже́т (від фр. crêpe Georgette — «креп „Жоржетта“») — шовкова тканина, тонка, напівпрозора, більш блискуча, ніж крепдешин. Отримала назву на честь французької модистки початку XX ст. Жоржетти де Лаплант (Georgette de la Plante).
Виробляють жоржет полотняним переплетенням, з крепу в основі і пітканні, відрізняється жорсткістю, пружністю, сипучістю. З даної тканини шиють сукні, блузки, використовують для обробки.